# Baldassare Porto
Baldassarre Porto (Catania, 19 gennaio 1923 – Catania, 1º dicembre 2013) è stato un velocista italiano.

## Biografia
Nel 1950, dopo aver conquistato il titolo di campione italiano assoluto dei 400 metri piani, partecipò ai campionati europei di Bruxelles, dove conquistò la medaglia d'argento nella staffetta 4×400 metri.
Nel 1952 prese parte ai Giochi olimpici di Helsinki, sempre nella staffetta, ma la sua squadra fu eliminata in fase di qualificazione. Nel 1955 conquistò la medaglia d'argento ai Giochi del Mediterraneo di Barcellona nella staffetta 4×400 metri insieme ai compagni di squadra Luigi Grossi, Vincenzo Lombardo e Mario Paoletti.

## Palmarès
| Anno | Manifestazione          | Sede       | Evento  | Risultato | Prestazione | Note |
| ---- | ----------------------- | ---------- | ------- | --------- | ----------- | ---- |
| 1950 | Europei                 | Bruxelles  | 4×400 m | Argento   | 3'11"0      |      |
| 1952 | Giochi olimpici         | Helsinki   | 4×400 m | Batteria  | 3'15"2      |      |
| 1955 | Giochi del Mediterraneo | Barcellona | 4×400 m | Argento   | 3'14"4      |      |

## Campionati nazionali
- 1 volta campione italiano assoluto dei 400 m piani (1950)

1945
- Bronzo ai campionati italiani assoluti, 400 m piani - 51"3

1950
- Oro ai campionati italiani assoluti (Torino), 400 m piani - 47"8